# SEPT4
SEPT4 (англ. Septin 4) – білок, який кодується однойменним геном, розташованим у людей на короткому плечі 17-ї хромосоми. Довжина поліпептидного ланцюга білка становить 478 амінокислот, а молекулярна маса — 55 098.
| 10         |  | 20         |  | 30         |  | 40         |  | 50         |
| ---------- |  | ---------- |  | ---------- |  | ---------- |  | ---------- |
| MDRSLGWQGN |  | SVPEDRTEAG |  | IKRFLEDTTD |  | DGELSKFVKD |  | FSGNASCHPP |
| EAKTWASRPQ |  | VPEPRPQAPD |  | LYDDDLEFRP |  | PSRPQSSDNQ |  | QYFCAPAPLS |
| PSARPRSPWG |  | KLDPYDSSED |  | DKEYVGFATL |  | PNQVHRKSVK |  | KGFDFTLMVA |
| GESGLGKSTL |  | VNSLFLTDLY |  | RDRKLLGAEE |  | RIMQTVEITK |  | HAVDIEEKGV |
| RLRLTIVDTP |  | GFGDAVNNTE |  | CWKPVAEYID |  | QQFEQYFRDE |  | SGLNRKNIQD |
| NRVHCCLYFI |  | SPFGHGLRPL |  | DVEFMKALHQ |  | RVNIVPILAK |  | ADTLTPPEVD |
| HKKRKIREEI |  | EHFGIKIYQF |  | PDCDSDEDED |  | FKLQDQALKE |  | SIPFAVIGSN |
| TVVEARGRRV |  | RGRLYPWGIV |  | EVENPGHCDF |  | VKLRTMLVRT |  | HMQDLKDVTR |
| ETHYENYRAQ |  | CIQSMTRLVV |  | KERNRNKLTR |  | ESGTDFPIPA |  | VPPGTDPETE |
| KLIREKDEEL |  | RRMQEMLHKI |  | QKQMKENY   |  |            |  |            |

A: Аланін

C: Цистеїн

D: Аспарагінова кислота

E: Глутамінова кислота

F: Фенілаланін

G: Гліцин

H: Гістидин

I: Ізолейцин

K: Лізин

L: Лейцин

M: Метіонін

N: Аспарагін

P: Пролін

Q: Глутамін

R: Аргінін

S: Серин

T: Треонін

V: Валін

W: Триптофан

Кодований геном білок за функцією належить до фосфопротеїнів. 
Задіяний у таких біологічних процесах, як клітинний цикл, поділ клітини, диференціація клітин, сперматогенез, альтернативний сплайсинг. 
Білок має сайт для зв'язування з нуклеотидами, ГТФ. 
Локалізований у цитоплазмі, цитоскелеті, ядрі, мітохондрії, клітинних відростках.